# 新蒲新区
新蒲新区是贵州省遵义市下辖的市辖区，位于贵州省北部，是遵义市未来的经济、政治、文化中心。于2009年5月成立。面积987平方公里，人口40万。

## 历史沿革

### 古代
明万历二十九年（1601年）四月设遵义县，新蒲隶属东乡东隅里，隶属四川省管辖。

### 近代
民国二年（1913年），新蒲隶属遵义县东隅里东一区。民国二十一年（1932年），遵义县行政区划调整，新蒲隶属遵义县第二区。民国三十年（1941年），民国政府实行“新县制”，新蒲属遵义县虾子区老蒲乡。

### 现代
1949年11月，新蒲设为遵义县第二区。1956年8月，老蒲区与遵义县白云区合并为遵义县老蒲区。1992年撤区建镇，建遵义县新蒲镇。1998年，新蒲镇划归红花岗区管辖。2009年5月4日，红花岗区划出新蒲镇、遵义县划出新舟镇，挂牌遵义市新蒲新区党委工作委员会、新蒲新区管理委员会。同年9月29日，中共遵义市委批复，为市委、市政府派出机构，正县级级别。2012年8月经贵州省人民政府批准，设立贵州新蒲经济开发区。新蒲新区辖新舟、新蒲2个镇，共22个村居，辖区面积312平方千米。2013年7月，遵义县虾子、三渡、永乐三镇划新蒲新区托管。2014年，红花岗区长征镇5村1居划新蒲新区托管。2016年，喇叭镇划转，区域面积及人口不断扩大，机构编制设置逐渐增加，2016年9月，新蒲镇撤镇设立新蒲、新中街道办事处，另撤销礼仪社区管理服务中心设立礼仪街道办事处。

## 行政区划
新蒲新区下辖3个街道办事处、5个镇：
新蒲街道、新中街道、礼仪街道、新舟镇、虾子镇、永乐镇、三渡镇和喇叭镇。